# Open Air St. Gallen

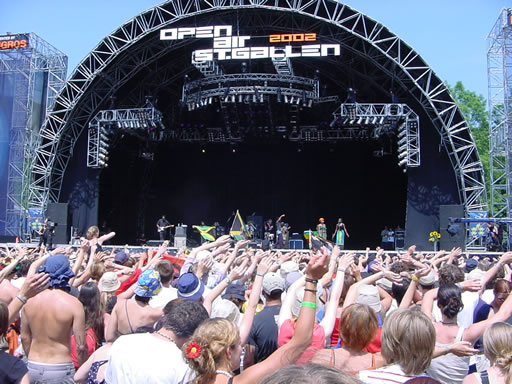
Sitterbühne

Das Open Air St. Gallen (Eigenschreibweise: OpenAir St.Gallen) ist eines der ältesten und grössten Open-Air-Musikfestivals der Schweiz. Es findet seit 1977 jährlich am letzten Juni- oder ersten Juli-Wochenende statt. Zunächst wurde es unter dem Namen Open Air Festival Abtwil gegründet. Erst 1981 kam es an seinen heutigen Platz am Sittertobel in St. Gallen statt.
Aufgrund der COVID-19-Pandemie musste das Festival in den Jahren 2020 und 2021 abgesagt werden.

## Geschichte
Der Gründer des Open Air Festival St. Gallen, Freddy Geiger («Gagi») (1955–2024), und seine Mitstreiter veranstalteten im Jahr 1977 das erste Festival auf einem Gelände auf dem Ätschberg in Abtwil. 2048 Besucher kamen zum Festival mit 13 Schweizer Bands. Wegen des schlechten Wetters und weil die Bühne in den nassen Boden eingesunken war, musste das Festival am Sonntagmorgen abgebrochen werden. Am Samstagabend fiel vor 21 Uhr die Bühnentechnik aus. Toni Vescoli rettete darauf den Abend mit einem Unplugged-Konzert und im Beisein von Alexis Korner, der Vescoli spontan zu seinem Auftritt begleitete und über seinen batteriebetriebenen Kofferverstärker spielen konnte. 1978 fand das Open Air auf einem neuen Gelände, der «Rüti» bei Abtwil, statt und werden wegen Regen frühzeitig abgebrochen. 1980 fand das Open Air zum letzten Mal in Abtwil mit 8200 Zuschauern statt. Erstmals trat ein internationaler Topstar auf: Joan Baez. 1981 kam es ins Sittertobel, wo es noch heute veranstaltet wird. Gegen 10'000 Besucher besuchten das Festival und kampierten auf der Wiese am Ufer der Sitter. 1982 wurde zum ersten Mal das typische Bühnendach aufgebaut, das bis heute das Wahrzeichen des Festivals geblieben ist. Gegen 14'000 Personen besuchten das Festival.
1985 änderte sich das Organisationskomitee und die Strategie des Open Air. Es wurden nur noch sechs internationale Bands eingeladen. 1986 fand zur zehnten Ausgabe erstmals Musig uf de Gass – ein kostenloses Sommer-Musikfestival in den Strassen von St. Gallen – statt. Das Open Air von 1989 kam in die Schlagzeilen, als sich Herbert Grönemeyer und der Programmverantwortliche auf der Bühne vor den Augen des Publikums anschrien.
1991 fand im Vorfeld des Festivals erstmals eine Fotoausstellung statt und ein Förderpreis wurde vergeben. 1993 gab es neben Konzerten ein Animationsprogramm für Kinder, ein Verpflegungsdorf, in dem Wein und Bier ausgeschenkt wurde und ein Bazarviertel für die Handelsstände. In der Freitagnacht wurde ein Kinofilm vorgeführt. 1994 kam eine zweite Bühne hinzu. Auf der Nebenbühne bekamen 17 Bands aus der Region die Chance, vor Publikum zu spielen. 1995 traten auf der Nebenbühne erstmals Comedy-Acts auf.
In den Jahren 1995 bis 2000 kämpfte das Festival mit Liquiditätsproblemen und war im Jahr 1999 durch aufgelaufene Vergnügungssteuer und Lieferantenforderungen von mehreren Hunderttausend Franken vom Konkurs bedroht. Die Stadt St. Gallen stundete jedoch die Steuern, und Lieferanten verzichteten auf einen Teil der offenen Forderungen. Seit 2007 wird das Festival von der OpenAir St.Gallen AG veranstaltet. Diese gehört zusammen mit der SummerDays Festival AG und der OpenAir Office GmbH zur e-maxx holding. 2015 wurde die seit 2002 bestehende e-maxx Holding AG umbenannt in «wepromote Entertainment Group Switzerland AG». Unter dieser Dachmarke haben sich fünf Firmen aus dem Schweizer Musikgeschäft in einer Holdingstruktur mit gegenseitigen Beteiligungen zusammengeschlossen. Mit Stand 2022 steckt hinter der OpenAir St. Gallen AG die Gadget abc Entertainment Group AG, welche wiederum seit 2020 mehrheitlich CTS Eventim gehört.
Beim Festival 2007 konnten 6000 Besucher bereits am Donnerstagabend das Gelände betreten. 2008 hatte das Festival 30'000 Besucher. Das Open Air St. Gallen wurde 2008 von der britischen Festivalplattform virtualfestivals.com zum fünftbeliebtesten Open Air von Europa gewählt. Das Open Air St. Gallen war 2012 mit 110'000 Eintritten das zweitgrösste Deutschschweizer Open Air hinter Openair Frauenfeld (145'000) und vor Open Air Gampel (85'000). Zahlreiche internationale Grössen spielten auf dem Open Air, darunter Joe Cocker (1986), Santana (1990), Sex Pistols (1996), INXS (1997), The Chemical Brothers (2002),  R.E.M. (2005), Radiohead (2016) und Depeche Mode (2018).  Das Konzert von Stevie Ray Vaughan 1990 war einer seiner letzten Auftritte, bevor er kurze Zeit später bei einem Helikopterabsturz ums Leben kam. Metallicas Auftritt 1999 war der bislang teuerste.

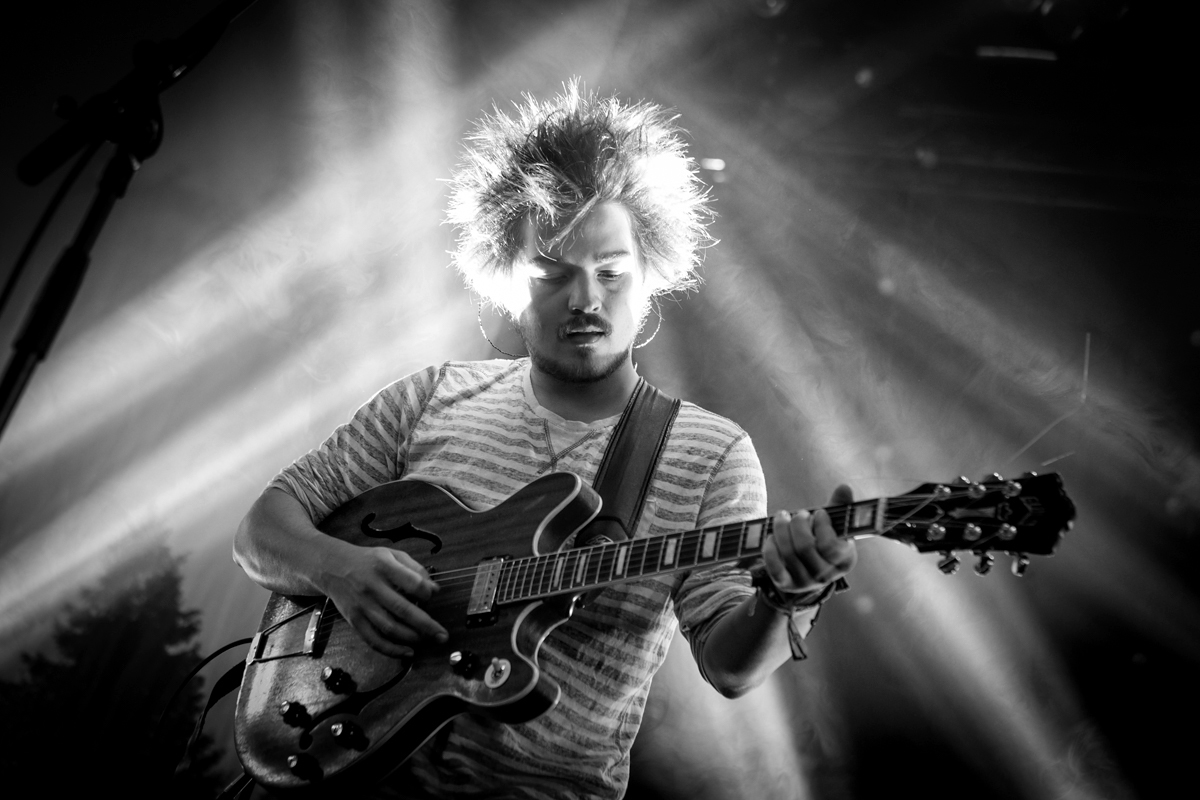
Milky Chance

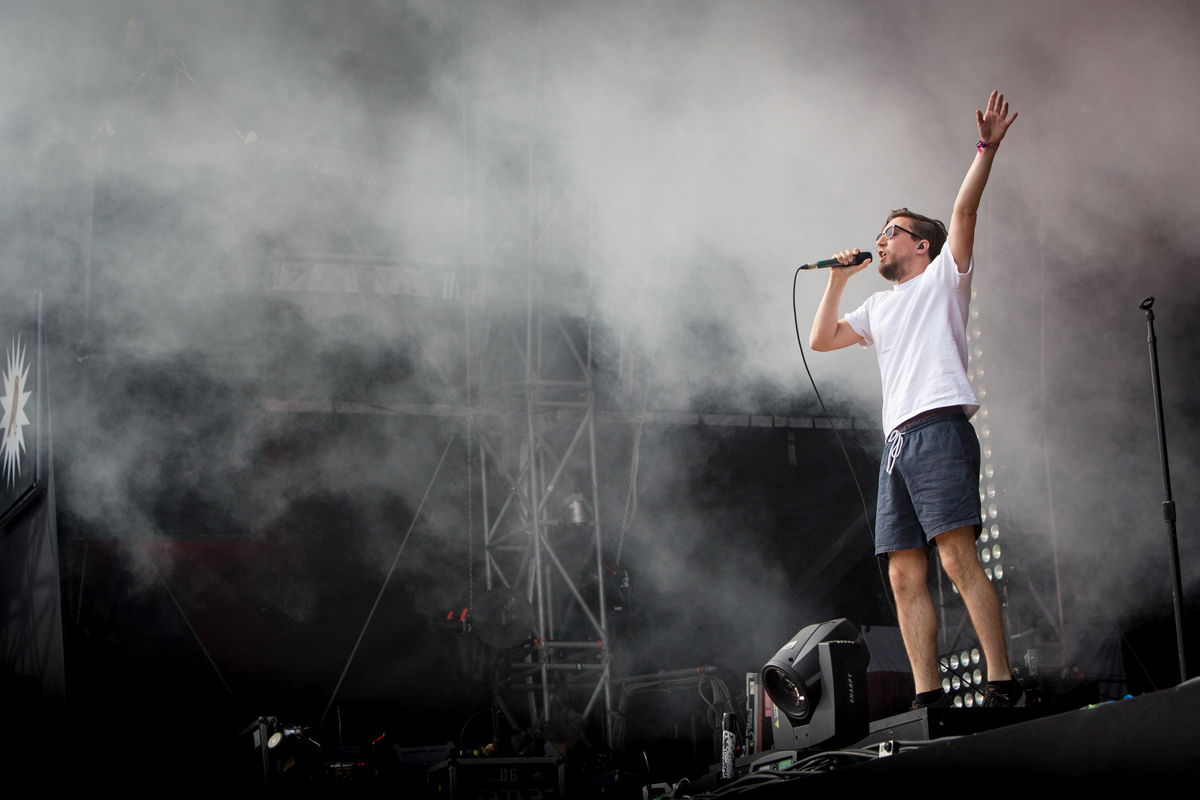
Prinz Pi

Ein Festivalbesucher produziert durchschnittlich 1,5 Kilogramm Abfall pro Tag. Während des ganzen Festivals kommen so gesamthaft 178 Tonnen zusammen.
Das Festival 2015 bot auf der neuen Bühne «Musig uf de Gass & Startrampe» vier regionalen Bands die Möglichkeit, am Festival aufzutreten. Das Konzept geht auf eine Konzertreihe im Vorfeld des Festivals zurück, die 1986 in der St. Gallener Innenstadt ihren Anfang nahm.
Zum 40. Jubiläum im Jahr 2016 war das Festival ausverkauft und es gab ein Feuerwerk und ein neues Quartier mit Strassenkunst, Streetfood und Deko-Elementen.
2020 und 2021 fand das Festival auf Grund der COVID-19-Pandemie nicht statt. Während dieser Zeit wurde das Festival vom Kanton St. Gallen finanziell mit 1,2 Millionen Franken unterstützt.
2022 und 2023 wurden 110'000 Besucher erreicht.

## Line-ups
1977
u. a. Country Ramblers, Krokus, Shivananda, Roy Bailey
1978
u. a. Che & Ray, Country Ramblers, Krokus, Magog, Shivananda, Span, Toni Vescoli mit Bruno Brandenberger + Töbi Tobler
1979
u. a. Archie Shepp, Ralph McTell, Hanery Amman, Shivananda
1980
u. a. Gianna Nannini, Hanery Amman, John Brack, Joan Baez
1981
u. a. Arlo Guthrie with Shenandoah, Jimmy Cliff, Bo Katzman Gang, Betty Legler, Joachim Rittmeyer, George Gruntz Bebop All Stars, Polo Hofer’s Schmetterding
1982
u. a. Rory Gallagher, Ideal, Beatocello, Peter Jacques Trio, Terry & the Hot Sox
1983
u. a. Georg Danzer & Band, Spyro Gyra, Thomas Moeckels Centrifuge, Vera Kaa
1984
u. a. Catherine Lara, Wolf Maahn & Die Deserteure, Chris Rea, Franz Hohler, George Robert Quartett, Jeff Turner
1985
u. a. Joe Cocker, Mezzoforte, Opus, Klaus Lage Band, Appenzeller Space Schöttl
1986
u. a. INXS, Simply Red, Feargal Sharkey, Level 42, Touré Kunda, Carmel, Koinonia, The Bangles, Max Lässer’s Ark, Nina Corti Flamenco Inspiration, Che & Ray
1987
u. a. Los Lobos, Nits, Wolfgang Niedecken & Complizen, Anne Haigis, It Bites, Purple Schulz, Bob Geldof, Pino Daniele, Züri West, Phil Carmen
1988
u. a. Stevie Ray Vaughan & Double Trouble, Ladysmith Black Mambazo, The Christians, Zucchero, Bryan Adams, Stephan Eicher, China
1989
u. a. Rainhard Fendrich, Herbert Grönemeyer
1990
u. a. Santana, Andreas Vollenweider, Melissa Etheridge, Heinz Rudolf Kunze
1991
u. a. BAP, Nits, Alison Moyet, Jeff Healey Band, The Sophisticrats (Buntin, Schär, Stucky)
1992
u. a. Gary Moore & The Midnight Blues Band, Fish, Jule Neigel Band, Ringsgwandl, The Brecker Brothers, Luka Bloom, Glenn Frey, Gotthard, Patent Ochsner, Checkerboard Blues Band feat. Walter Liniger
1993
u. a. Jethro Tull, The Flying Pickets, Lucio Dalla, Fury in the Slaughterhouse, Incognito, Thunder, Sens Unik, Hothouse Flowers, Hubert von Goisern und die Alpinkatzen, Pur, Yothu Yindi, Corin Curschellas
1994
Deep Purple, Stephan Eicher, Spin Doctors, James Brown, Rage Against the Machine, Marla Glen, Candy Dulfer & Funky stuff, The Silencers, Züri West, Bob Geldof, Tab Two, Stop the Shoppers
1995
u. a. Joe Cocker, Joan Baez, Simple Minds, Wolfgang Niedecken, Keziah Jones, Extreme, The Pogues, Jovanotti, Mike & the Mechanics, Les Rita Mitsouko, The Mission, Jimmy Barnes, Runrig, Dave Matthews Band. Auf der Heubühne spielten: Joanna Connor, Hans Söllner
1996
u. a. Red Hot Chili Peppers, Grönemeyer, Sex Pistols, B. B. King, Cypress Hill, Bush, The Presidents of the United States of America, Leningrad Cowboys, The Cardigans, Jazzkantine, Los Fabulosos Cadillacs, Young Gods. Auf der Heubühne spielten: Dieter Thomas Kuhn und Band, Fettes Brot, Paddy Goes to Holyhead, Michael Mittermeier
1997
u. a. Smashing Pumpkins, Beck, Bad Religion, Bürger Lars Dietrich, Patent Ochsner, Ben Folds Five, Die Fantastischen Vier, Ashley MacIsaac, H-Blockx. Auf der Heubühne spielten: Michael von der Heide
1998
u. a. Beastie Boys, Black Sabbath, Garbage, Meredith Brooks, Pulp, Foo Fighters, Buddy Guy, Steve Earle & The Dukes, Clawfinger, Freundeskreis, Faithless, Guano Apes, Stiller Has, Fischmob, Michael von der Heide, Fünf Sterne deluxe, Björn Again, Polo Hofer & Schmetterband. Auf der Nebenbühne standen Willi Astor
1999
u. a. Züri West, K’s Choice, HIM, Gölä, Urban Dance Squad, Metallica, Asian Dub Foundation, Dieter Thomas Kuhn & Band, Articolo 31, Gotthard, Heather Nova, Sens Unik, Van Morrison & Special Guests, Blondie, Molotov, Barenaked Ladies. Auf der Sternenbühne: Candy Dulfer, Fred Wesley, Günter Grünwald, Beverly Jo Scott, Mundstuhl, Absolute Beginner
2000
u. a. Ziggy Marley and the Melody Makers, Live, Counting Crows, Bush, Xavier Naidoo, Sabrina Setlur, Moby, Huey Lewis & the News, Skunk Anansie, Clawfinger, Eels, Macy Gray, Nits, Kelis, Massive Töne, Muse, DJ Tomekk, Merfen Orange, Lovebugs, Florian Ast, Gleiszwei, Bligg’n’Lexx, Los Van Van, Lunik, Prozac+ sowie Mambo Kurt, Hans Werner Olm, Stiller Has, Erkan und Stefan, Die kleine Tierschau
2001
u. a. Placebo, Brand New Heavies, Millencolin, Donots, Toploader, OPM, Subzonic, Guano Apes, Jovanotti, Kool & the Gang, Dada (ante portas), Lovebugs, Ben Harper & The Innocent Criminals, Thomas D, Wyclef Jean, Stermann & Grissemann, David Gray, U-Bahn-Kontrollöre in tiefgefrorenen Frauenkleidern, Swandive, Nina MC, Samy Deluxe, Sierra Maestra, Christoph & Lollo, Grand Mother’s Funck, Orishas, Django Asül, Goldfinger
2002
u. a. Travis, Air, The Chemical Brothers, Morcheeba, Patent Ochsner, The Wailers, Zucchero, Amanda Marshall, K’s Choice, H-Blockx, Die Happy, Emil Bulls, Sportfreunde Stiller, Lunik, Züri West, Dover, Madrugada, Calexico, Sergent Garcia, Hank Shizzoe & Loose Gravel, Atze Schröder, Mardi Gras.BB, Double Pact & Sens Unik, Pow Pow Movement, Less Than Jake, Bob Geldof
2003
u. a. Die Fantastischen Vier, Underworld, Queens of the Stone Age, The Roots, Fun lovin’ criminals, Jimmy Cliff, Stereophonics, Turbonegro, Therapy?, Lovebugs, Good Charlotte, Gentleman, Saybia, Tocotronic, Patrice, The Datsuns, Ska-P, Marla Glen, Michael Franti & Spearhead, Stiller Haas, The Mighty Mighty Bosstones, The Raveonettes, Bauchklang, Stress, Adrian Weyermann, Simon Enzler, Jashgawronsky Brothers
2004
u. a. Groove Armada, Keziah Jones, Ben Harper & The Innocent Criminals, Muse, Open Season, Blues Max, Wir sind Helden, Kaizers Orchestra, Lunik, Les Babacools, Skalariak, Dada (ante portas), Danko Jones, Kosheen, Black Rebel Motorcycle Club, Stephan Eicher, Faithless, Angelika Express, Handsome Hank & His Lonesome Boys, Myslovitz, Max Herre, La Vela Puerca, Dr. Ring-Ding, Brandhärd, Tafs feat. The Scrucialists, Babylon Circus, Hundred Reasons, The Darkness, Züri West, The Black Eyed Peas, Real McKenzies, Ursus & Nadeschkin
2005
u. a. R.E.M., Fatboy Slim, Foo Fighters, Audioslave, Cake, Seeed, Juli, Patent Ochsner, The Bravery, 2raumwohnung, Sektion Kuchikäschtli, Mando Diao, Stress, Sonic Youth, Sportfreunde Stiller, Panteón Rococó, Nouvelle Vague, Adam Green, Culcha Candela, Anti-Flag, John Butler Trio, Plenty Enuff, Moneybrother, Favez, Wurzel 5, Blusbueb, Global.Kryner, Famara, Olaf Schubert & seine Freunde
2006
u. a. The Hives, Mando Diao, Manu Chao, Franz Ferdinand, Massive Attack, Deftones, Damian Marley, Eels, Kettcar, Fettes Brot, Coheed and Cambria, Tomte, Maxïmo Park, Boysetsfire, Lovebugs, Donavon Frankenreiter, Clap Your Hands Say Yeah, Editors, Gogol Bordello, Luut & Tüütli, Wolfmother, William White, The BossHoss, Disco Ensemble, Desorden Público, Tomazobi, The Kooks und Xavier Rudd
2007
u. a. Placebo, Snow Patrol, Arctic Monkeys, Kaiser Chiefs, Bloc Party, Beatsteaks, Maxïmo Park, Arcade Fire, Wir sind Helden, Jan Delay & Disko No 1, Stress, LCD Soundsystem, Klaxons, Dropkick Murphys, MIA., The Locos, Se7en, CSS, The Twang, Breitbild, Oliver Pocher, Snitch, Tinariwen, Leningrad, Goose, The Frames, Howling Bells
2008
Lenny Kravitz, The Prodigy, Justice, Beck, Bad Religion, Manic Street Preachers, The Kooks, The Enemy, Züri West, Kings of Leon, Flogging Molly, The Fratellis, We Are Scientists, Breitbild, The Gossip, Joe Lean and the Jing Jang Jong, The Parlotones, Navel, Deichkind, Sportfreunde Stiller, Ozomatli, Kilians, Manuel Stahlberger & Band, Kummerbuben, Favez, Dada (ante portas), Newton Faulkner, The Wombats, Zärtlichkeiten mit Freunden, Does It Offend You, Yeah?
2009
u. a. Nine Inch Nails, Cypress Hill, Nick Cave and the Bad Seeds, Mando Diao, Peter Fox, The Flaming Lips, Jan Delay & Disko No. 1, Editors, Farin Urlaub Racing Team, Stress, Johnossi, Patent Ochsner, 2raumwohnung, Lovebugs, Cold War Kids, Sophie Hunger, Polarkreis 18, The Gaslight Anthem, Metronomy, Nneka, The Sounds, Gimma, Get Well Soon, Phenomden, The Aggrolites, Pegasus, Big Zis
2010
u. a. The Strokes, Kasabian, 30 Seconds to Mars, Paramore, Stone Temple Pilots, LCD Soundsystem, Billy Talent, Jamie Lidell, NOFX, White Lies, Vitalic, Biffy Clyro, Sportfreunde Stiller, The Temper Trap, Frightened Rabbit, Tocotronic, Dendemann, 2 Many DJs, The Big Pink, Ellie Goulding, Bonaparte, Jochen Distelmeyer, Stiller Has, The Bloody Beetroots, Nive Nielsen, Hurts
2011
u. a. Linkin Park, Queens of the Stone Age, The National, Die Fantastischen Vier, Beatsteaks, Hurts, Dizzee Rascal, Elbow, Digitalism, John Butler Trio, Boys Noize, Mogwai, Wir Sind Helden, Culcha Candela, Johnossi, Beirut, Warpaint, FM Belfast, The Vaccines, Lissie, The Young Gods, Blumentopf, Robert Randolph, Baze, Turbostaat, Solange la Frange
2012
u. a. Die Toten Hosen, Incubus, Paul Kalkbrenner, Mumford & Sons, Deadmau5, Gossip, The Kooks, Florence + the Machine, Wolfmother, Paolo Nutini, The Mars Volta, DEUS, Züri West, Ed Sheeran, Stress, Casper, Danko Jones, Noah and the Whale, Bat for Lashes, Caligola, Modestep, Parov Stelar Band, Two Door Cinema Club, Buraka Som Sistema, Boy, Kraftklub, Kakkmaddafakka, Phenomden, Katzenjammer, Kitty, Daisy & Lewis, Dabu Fantastic, Broilers, Mama Rosin
2013
u. a. Kings of Leon, Biffy Clyro, Macklemore & Ryan Lewis, Die Ärzte, Of Monsters and Men, Django 3000, Sigur Rós, Archive, Parov Stelar Band, Alex Hepburn, The Lumineers, Klangkarussell, Patent Ochsner
2014
u. a. Baauer, Bastille, Ben Howard, Bilderbuch, Bonobo, C2C, Casper, Chvrches, Dubioza Kolektiv, Egotronic, Ellie Goulding, Flogging Molly, Foals, From Kid, Half Moon Run, Imagine Dragons, Jeans for Jesus, Junip, Kavinsky, Knackeboul, Left Boy, London Grammar, Milky Chance, Min King, Moderat, Moop Mama, Pretty Lights, Prinz Pi, Saalschutz, Seeed, Skindred, Sportfreunde Stiller, The Black Keys, The Naked and Famous, The Notwist, Thees Uhlmann, Tom Odell, Yokko
2015
u. a. AnnenMayKantereit, Antilopen Gang, Camo & Krooked, Clueso, Dabu Fantastic, Eldorado FM, Farin Urlaub Racing Team, Fritz Kalkbrenner, From Kid, Future Islands, Hoffmaestro, Itchy Poopzkid, Jack Garratt, Kadebostany, Kodaline, Kraftklub, Kwabs, Larry F, Lo & Leduc, Marteria, Mighty Oaks, Mimiks, Noel Gallagher’s High Flying Birds, Paolo Nutini, Pixie Paris, Placebo, Rise Against, Royal Blood, Stress, The Chemical Brothers, The Glitch Mob, The War on Drugs, Tove Lo, Trümmer, Wanda
2016
u. a. Adam Angst, Alligatoah, Annenmaykantereit, Bastian Baker, Blossoms, Bomba Estereo, Boy, Caribou, Casper, Crystal Fighters, Deichkind, Fettes Brot, Gramatik, Jess Glynne, Joris,  Troubas Kater, Two Door Cinema Club, Wolf Alice, X Ambassadors, Years & Years, Moes Anthill
2017
u. a. Die Toten Hosen, Biffy Clyro, Justice, Alt-J, Bastille, Passenger, Beginner, Lorde, George Ezra, Wanda, Bonobo, Alan Walker, Michael Kiwanuka, Beth Ditto, Glass Animals, MoTrip, Jack Savoretti, Bilderbuch, Bear’s Den, Cage the Elephant, Savages, Trentemøller, Roosevelt, Pegasus, Oscar and the Wolf, Raye, Manillio, Nemo, Voodoo Jürgens, Parcels, Alle Farben, Crimer
2018
u. a. Nine Inch Nails, Depeche Mode, The Killers, Beatsteaks, Editors, Kungs, First Aid Kit, Jess Glynne, Johnossi, Angus & Julia Stone, Portugal. The Man, Bonez MC & RAF Camora, Lo & Leduc, Faber, Gang of Youths, Chvrches, Sofi Tukker, Lewis Capaldi, Nothing but Thieves, Hecht, Crimer, Saint City Orchestra, The Gardener & the Tree, Feine Sahne Fischfilet, Drangsal, Ufo361, The Blaze, Meute, Sigrid
2019
u. a. Florence & The Machine, Die Ärzte, K.I.Z, Diplo, Brockhampton, The 1975, Yung Hurn, Faber, Metronomy, Dendemann, Nemo, Boys Noize, Parcels, Royal Republic, Zeal & Ardor, Superorganism, Bausa, Pale Waves, Dennis Lloyd, Hazel Brugger, Fil Bo Riva, Bosse, Idles, Yungblud, Jessie Reyez, The Bloody Beetroots DJ Set, Querbeat, Leoniden, Dabu Fantastic, Black Sea Dahu, Marius Bear, Monet192
2022
u. a. Alan Walker, Andryy, Annie Taylor, Batbait, Benjamin Amaru, BHZ, Camilla Sparksss, Dachs, Ellas Stress, Femi Luna, Jeans for Jesus, Joya Marleen, Juju, Kontra K, Loco Escrito, Malaa Emilie, Mando Diao, Milky Chance, Monolink, Naomi Lareine, Patent Ochsner, Priya Ragu, Purple Disco Machine, Saint City Orchestra, Sensu Mischgewebe, Steiner & Madlaina, Tones and I, Viagra Boys, Zoe Wees
2023
u. a. Macklemore, Kraftklub, Peter Fox, The Lumineers, Hecht, Casper, Tash Sultana, Rin, Sam Fender, SDP, Electric Callboy, Fritz Kalkbrenner, Marcus Mumford, Wanda, Aurora, Von Wegen Lisbeth, Tchami, Meduza, Lo & Leduc, Nura, Feine Sahne Fischfilet, Lea, Badmómzjay, Jeremias, Mimi Webb, Apashe, Yard Act, The Gardener & the Tree, Zian, Dylan, Betterov, Elif, Mimiks & Lcone, Kerala Dust, Picture This, Just Mustard, Kings Elliot, Valentino Vivage, The Haunted Youth, Annie Taylor, Coach Party, Sam Himself, Team Scheisse, Yes I'm Very Tired Now
2024
u. a. The Chainsmokers, Queens of the Stone Age, Placebo, K.I.Z, Nina Chuba, Provinz
2025
u. a. Lewis Capaldi (Surprise-Act), AnnenMayKantereit, Kraftclub, Dean Lewis, Chase & Status, Brutalismus 3000, BHZ, Jeremas, Ski Aggu, Dasha, Joya Marleen, Nemo, Crimer, Riana